# Кузня Уть
«Кузня Уть» — радянський німий чорно-білий художній фільм 1928 року режисера Євгена Петрова. Фільм не зберігся. Сценарій фільму написаний на основі опублікованого в газеті «Правда» однойменного фейлетону Ф. Федоровича.

## Сюжет
Сільрада села Уть подає у райвиконком заяву з проханням про позику на ремонт старої кузні. Але ініціатива селян наштовхується на чиновницький бюрократизм: починається паперова тяганина — завідуючий техвідділом Пічужкін вимагає зібрати купу паперів, а потім в село приїжджає чиновник, який займається постановкою будівлі кузні на облік за всіма правилами. Тільки завдяки втручанню кореспондентки Тані і активних дій голови сільради Ковальчука, який дійшов до голови райвиконкому, бюрократична метушня припиняється, і клопотання сільради про позику задовольняється — відпускається ліс на будівництво нової кузні.

## У ролях
- Тетяна Гурецька —  Таня, місцевий сількор
- Федір Славський —  батько Тані, секретар сільради
- Яків Задихін —  Сеня, старший коваль
- Микола Яблоков —  молодший коваль
- Федір Михайлов —  Ковальчук, голова сільради
- І. Русаков —  голова райвиконкому
- В. Ніколаєв —  секретар технічного відділу
- Сергій Ланговой —  Пічужкіна, завідуючий техвідділу

## Знімальна група
- Режисер — Євген Петров
- Сценарист — Яків Задихін
- Оператори — Михайло Каплан, Павло Паллєй
- Художник — Євгенія Словцова